# Louisa megye (Virginia)
Louisa megye az Amerikai Egyesült Államokban, azon belül Virginia államban található. Megyeszékhelye és legnagyobb városa Louisa. Lakosainak száma 37 596 fő (2020. április 1.). Louisa megye Orange, Spotsylvania, Hanover, Goochland, Fluvanna és Albemarle megyékkel határos.

## Népesség
A megye népességének változása:
| Lakosok száma | 33 277 | 33 400 | 33 458 | 33 945 | 34 602 | 37 596 |
|               | 2010   | 2011   | 2012   | 2013   | 2015   | 2020   |